# Газеновка
Газеновка — посёлок в Карачевском районе Брянской области России. Входит в состав Мылинского сельского поселения.

## География
Посёлок находится в восточной части Брянской области, в зоне хвойно-широколиственных лесов, при автодороге Р120, на расстоянии примерно 10 километров (по прямой) к западу-северо-западу (WNW) от города Карачева, административного центра района. Абсолютная высота — 186 метров над уровнем моря.
Климат
Климат умеренно континентальный с теплым летом и умеренно морозной зимой. Годовое количество осадков — 500—600 мм. Средняя температура января составляет −8,6 °C, июля — +18,6 °C.
Часовой пояс
Посёлок Газеновка, как и вся Брянская область, находится в часовой зоне МСК (московское время). Смещение применяемого времени относительно UTC составляет +3:00.

## Население
| 2010 | 2013 |
| ---- | ---- |
| 26   | ↘23  |

Половой состав
По данным Всероссийской переписи населения 2010 года в гендерной структуре населения мужчины составляли 57,7 %, женщины — соответственно 42,3 %.
Национальный состав
Согласно результатам переписи 2002 года, в национальной структуре населения русские составляли 100 % из 26 чел.

## Улицы
Уличная сеть посёлка состоит из трёх улиц.